# Unitat perifèrica d'Iràklio
La unitat perifèrica d'Iràklio o Càndia (grec Νομός Ηρακλείου [no'mos ira'kʎu]) és una de les quatre unitats perifèriques de l'illa de Creta, Grècia, amb capital a la ciutat de Càndia o Iràklio. Té a l'oest Réthimno, i a l'est la Lassithi. Correspon a l'antiga prefectura d'Iràklio.
Té una població de 300.000 habitants amb uns 115 habitants per km², i una superfície de 2650 km².
La seva població ha pràcticament doblat amb relació a la que tenia abans de la II Guerra Mundial (160.000 habitants)
La unitat perifèrica té un clima meditèrrani, però és una mica més fred del normal a la part muntanyosa.
La part nord i cap al centre està format per valls però la resta és muntanyosa (allí es troba una part de les serralades d'Idi, a l'oest, i d'Asterousia, al sud).
Inclou l'illa de Dia al nord, i els illots de Paximadia al sud, al golf de Messara.

## Personatges famosos
- Domènikos Theotokópoulos conegut com El Greco, famós pintor nascut a Fodele el 1541.

- Nikos Kazantzakis, conegut novelista i poeta, nascut a Heràkleion el 1883. El municipi de Nikos Kazantzakis, amb capital a Peza, va rebre el nom en honor seu.

## Divisió administrativa
Inclou 8 municipis des de la reforma del pla Kalikratis:
- Arkhanes-Asterussia, Archanes-Asterousia
- Festós, Faistos
- Górtina, Gortyna
- Iràklio, Irakleio
- Khersónissos, Chersonissos
- Malevizi
- Minoa Pediada
- Viannos

Abans incloïa aquests municipis:
- Hàgia Varvara
- Archanes
- Arkalokhori
- Asterousia, capital Pyrgos
- Chersonissos, capital Limenas Chersonisou
- Episkopi
- Gazi
- Gorgolainis, capital Hàgios Myronas
- Górtina, Gortyna, capital Agioi Deka
- Gouves
- Iràklio o Càndia
- Kasteli
- Kofinas, capital Asimi
- Krousonas
- Màlia
- Mires (Moires)
- Nea Alikarnassos
- Nikos Kazantzakis, capital Peza
- Paliani, capital Venerato
- Rouvas, capital Gergeri
- Temenos, capital Profitis Ilias
- Thrapsano
- Tibaki (Tympaki)
- Tylisos
- Viannos, capital Ano Viannos
- Zaros

Històricament, estava dividida en aquestes províncies (eparchies):
- Malevizio, capital Hàgios Miron (Hàgios Myron), a la costa nord, limita amb la prefectura de Réthimno
- Temenos, capital Iràklio, a la costa nord
- Pediada, capital Kasteli (Kastelli Pediada), limita amb la prefectura de Lassithi
- Pirgiotissa (Pyrgiotissa), capital Vori, a la costa sud, limita amb la prefectura de Réthimno
- Kenurgio, capital Mires (Moires), a la costa sud, limita amb Pirgiotissa i Monofatsi
- Monofatsi, capital Pirgos (Pyrgos), a la costa sud, limita amb Kenurgio i Viannos
- Viannos, capital Pefkos, a la costa sud, limita amb la prefectura de Lassithi

## Llocs d'interès
La unitat perifèrica té nombrosos jaciments arqueològics, museus i monuments.
Museus:
- Museu arqueològic d'Heràkleion
- Museu històric de Creta
- Santa Caterina del Sinaí (Càndia)
- Sant Mateu del Sinaí (Càndia)
- Museu Kazantzakis
- Museu Municipal de la Batalla de Creta i de la Resistència nacional
- Museu Etnològic de Creta
- "Lychnostatis" (Museu a l'aire lliure)

Jaciments arqueològics:
- Cnossos
- Phaistos
- Amnissos
- Vila de les liles (Amnissos)
- Cova d'Eileithyia
- Tílissos
- Gortina (Gortys o Gortyn)
- Odeó de Gortina
- Màlia
- Agia Triada
- Lebena
- Phourni a Archanes
- Anemospelia a Archanes
- Vathypetro
- Nirou Chani
- Matala

Monestirs i fortaleses:
- Monestir de Vrontesios
- Fortalesa veneciana d'Heràkleion (Koules)
- Monestir de Valsamoneron
- Gortina (part bizantina)
- Monestir d'Aghios Panteleimon (Mpizariano)
- Monestir de Panaghia (Fodele)

Altres edificis:
- Edifici d'"Efkafi" dels Meliaras, a Heràkleion
- Propietats dels Kothris i Apostolides a Heràkleion
- Edifici de la Prefectura d'Heràkleion
- Mègaron de Phytakis a Heràkleion
- Escola a Ano Archanes

## Entitat administrativa
Va ser establerta com a entitat administrativa grega amb l'annexió de Creta el 1913.